# Deshea Townsend
Trevor Deshea Townsend (født 8. september 1975) er en tidligere amerikansk fodbold-spiller fra USA, der spillede i NFL for henholdsvis Pittsburgh Steelers og Indianapolis Colts. Han spillede positionen cornerback.